# Mèo Mau Ả Rập
Mèo Mau Ả Rập là một giống mèo nhà được công nhận chính thức, có nguồn gốc từ mèo sa mạc, Mau Ả Rập là một giống mèo lông ngắn có nguồn gốc từ sa mạc thuộc bán đảo Ả Rập. Giống mèo này sinh sống tại đây nhưng sống chủ yếu trên đường phố. Tuy vậy, chúng thích nghi rất tốt với khí hậu khắc nghiệt. Màu Mau Ả Rập được công nhận là giống mèo chính thức bởi một Hiệp hội Yêu thích và Lai giống mèo và các văn phòng đăng ký giống mèo, Liên đoàn Mèo Thế giới (WCF) và Liên đoàn Mèo Các Tiểu vương quốc Ả Rập (EFF). Căn cứ vào một giống mèo bản địa khác, Mau Ả Rập được coi là giống mèo tự nhiên.
Mèo Mau Ả Rập có kích thước trung bình, với cấu trúc cơ thể khá lớn và chắc chắn, không có thân hình mảnh mai và có cơ bắp phát triển tốt. Chân chúng tương đối dài, với bàn chân hình bầu dục.
Đầu mèo giống này có hình dáng tròn, nhưng hơi có chiều dài hơn rộng. Mũi hơi cong cong, như miêu tả về giống trong các tiêu chuẩn. Các miếng đệm râu rõ ràng và dễ thấy, với một chút nhô cao khỏi mặt. Cằm mèo Mau Ả Rập rất chắc chắn. Đôi mắt chúng có hình gần gần giống hình bầu dục, lớn và hơi nghiêng. Giống mèo này có thể có màu mắt mèo thông thường. Không có mối liên quan giữa màu mắt và màu lông. Thông thường Mèo Mau Ả Rập có đôi mắt màu xanh lá cây tươi sáng. Đôi tai to, hơi hướng về phía trước và nằm ngang, đặt cao trên đầu. Đuôi thường có chiều dài trung bình và hơi nghiêng về phía đầu.